# Voodoo People / Out of Space
Voodoo People (Pendulum Remix)/Out of Space (Audio Bullys Remix) је деветнаести сингл британског бенда The Prodigy. Изашао је 3. октобра 2005. године и први је сингл са компилације синглова Their Law: The Singles 1990-2005.
Овај сингл са двоструком А-страном укључује два ремикса — Voodoo People бенда Pendulum и Out of Space бенда Audio Bullys. Ове две песме се налазе на другом диску специјалног издања компилације Their Law. Pendulum и Audio Bullys придружили су се Продиџију на турнеји 2005. године.
Видео-спот је режирао Рон Скалпело (Ron Scalpello). На споту неколицина људи учествује у трци везаних очију, док су чланови бенда посматрачи (вероватно омаж оригиналном споту где су чланови бенда бегунци). Победник трке била је Шарки, бивша чланица Продиџија.

## Списак песама

### XL recordings CD сингл
1. Voodoo People (Pendulum Mix) (5:07)
2. Out Of Space (Audio Bullys Remix) (4:56)